# Равноденствие (фильм, 1992)
«Равноденствие» (англ. Equinox) — кинофильм американского режиссёра Алана Рудольфа, вышедший на экраны в 1992 году.

## Сюжет
Генри Петоса и Фредди Эйс живут в вымышленном городе, не зная друг о друге, потому что были разделены при рождении.
Генри — застенчивый человек, работающий механиком в гараже. Он живёт в трущобах и любит Беверли Фрэнкс, сестру своего лучшего друга. Он также является нянькой для своей соседки Рози, подрабатывающей проституткой. Фредди работает водителем у одного из гангстеров. Он ловкий и уверенный в себе, у него есть жена по имени Шэрон.
Однажды Соня Кирк, молодая девушка, работающая в морге, случайно находит свидетельство о том, что они являются членами одного богатого европейского рода, и что им принадлежит крупное наследство (200 тысяч долларов). Соня ставит перед собой цель найти братьев, что ей, в конечном счёте, и удаётся. Вскоре после того, как они узнают о наследстве, между ними происходит перестрелка в ресторане и финальный бой на вершине Гранд-Каньона.

## В ролях
- Мэттью Модайн — Генри Петоса/Фредди Айс
- Лара Флинн Бойл — Беверли Фрэнкс
- Фред Уорд — мистер Пэрис
- Мариса Томей — Рози Риверс
- Тейт Донован — Ричи Нанн
- Лори Сингер — Шэрон Эйс
- М. Эммет Уолш — Пит Петоса
- Кевин Дж. О’Коннор — Расселл Фрэнкс
- Тайра Феррелл — Соня Кирк

## Награды и премии
| Премия            | Номинация                         | Персона         | Результат |
| ----------------- | --------------------------------- | --------------- | --------- |
| «Независимый дух» | Лучший оператор                   | Эллиот Дэвис    | Номинация |
| «Независимый дух» | Лучший фильм                      | Дэвид Блокер    | Номинация |
| «Независимый дух» | Лучшая мужская роль               | Мэттью Модайн   | Номинация |
| «Независимый дух» | Лучшая женская роль второго плана | Лара Флинн Бойл | Номинация |